# إد غوردون (صحفي)
إد غوردون (بالإنجليزية: Ed Gordon)‏ هو صحفي أمريكي، ولد في 17 أغسطس 1960 في ديترويت في الولايات المتحدة.